# Le Drakkar hagard
Pour les articles homonymes, voir Drakkar (homonymie).
 (janvier 2024).
Si vous disposez d'ouvrages ou d'articles de référence ou si vous connaissez des sites web de qualité traitant du thème abordé ici, merci de compléter l'article en donnant les références utiles à sa vérifiabilité et en les liant à la section « Notes et références ».
Le Drakkar hagard (titre original : The Mystery of Wrecker's Rock) est un roman policier américain de littérature d'enfance et de jeunesse, signé sous le nom-maison Alfred Hitchcock pour des motifs publicitaires et de marketing, mais écrit en réalité par William Arden et Nick West.
Il est paru en 1986 aux États-Unis.
Ce roman a été publié en France par Hachette, traduit par L.-M. Antheyres pour la collection Bibliothèque verte.

## Résumé
Alors que les Trois Jeunes Détectives sont en pleine partie de pêche, un drakkar viking débarque sur une île proche. Les trois garçons s'empressent de prendre des photos. On leur explique ensuite que c'est la fête annuelle de la famille Ragnarson, descendants de vikings. Mais au cours de la première journée de la fête, qui dure une semaine, on découvre un navire taché de sang. La femme du noyé reconnaît la vedette comme appartenant à son mari, dont le corps a disparu. Le mari s'est-il vraiment noyé ? Par ailleurs, pourquoi certaines personnes tiennent-elles tant aux photos de la fête ? Y a-t-il là des détails compromettants ? Pendant ce temps, on apprend que des apparitions fantomatiques ont lieu sur l'île. Phénomènes étranges, questions insolubles, sur lesquels les jeunes héros veulent en savoir plus, même s'il faut prendre de nombreux risques...